# Luther (série télévisée, 2021)
Pour les articles homonymes, voir Luther (homonymie).
Ne doit pas être confondu avec Luther (série télévisée, 2010).
 (avril 2022).
Si vous disposez d'ouvrages ou d'articles de référence ou si vous connaissez des sites web de qualité traitant du thème abordé ici, merci de compléter l'article en donnant les références utiles à sa vérifiabilité et en les liant à la section « Notes et références ».
Luther est une série télévisée française en six épisodes de 52 minutes adaptée de la série britannique à succès Luther diffusée entre le 27 mai et le 10 juin 2021 sur TF1.

## Synopsis
Théo Luther est capitaine de police à la brigade criminelle de Paris. Il traque les pires criminels de Paris. Après avoir traqué un pédocriminel et après de longs mois de mise à pied en maison de repos, il reprend le service actif.

## Fiche technique
- Réalisation : David Morley
- Image : Vincent Gallot
- Scénario : Christian Roux
- Musique : Erwann Kermorvant
- Production : TF1, BBC Studios, Storia Télévision, BE-FILMS
- Genre : Policier, thriller, drame
- Durée : 6 × 52 min.

## Distribution
- Christopher Bayemi : Théo Luther
- Chloé Jouannet : Alice Morgan
- Nadia Farès : Rose
- Thierry Frémont : Grandin
- Barbara Cabrita : Zoé Luther
- Sagamore Stévenin : Yann
- Léo Dussolier : Justin
- Aurélien Wiik : Marc
- Adèle Choubard : Maggy
- Virgile Bramly : Eliott
- Marie Berto : Agathe Lapierre

## Épisodes
1. Démons ordinaires
2. 1600 degrés
3. Pile
4. Face
5. Une sale journée
6. De profundis

## Audiences
| Date de diffusion        | Audiences                 | part de marché |
| ------------------------ | ------------------------- | -------------- |
| 27 mai 2021 (2 épisodes) | 3 895 000[réf. souhaitée] | 21.4 %         |